# Elisabeth Söderström
Elisabeth Söderström (Stoccolma, 7 maggio 1927 – Stoccolma, 20 novembre 2009) è stata un soprano e attrice svedese.

## Biografia
Compì i primi studi musicali con Adelaïde Andrejeva von Skilondz, proseguendo poi all'Accademia Reale svedese di musica. Debuttò nel 1947 al teatro del castello di Drottningholm in Bastien und Bastienne, uno dei lavori meno conosciuti di Mozart. 
Dal 1949 al 1980 apparve regolarmente all'Opera reale di Stoccolma e frequentemente in alcuni dei più importanti teatri d'opera del mondo. In particolare tra il 1959 e il 1964 fu scritturata dal Metropolitan Opera di New York, dove ritornò negli anni 1983-87 e dove nel 1983 partecipò al Gala per il centenario del teatro eseguendo il trio dal Rosenkavalier di Richard Strauss, con Kathleen Battle e Frederica von Stade e la direzione di James Levine.. 
L'ultima esibizione fu nel teatro newyorkese nel 1999 nella Dama di picche. Dal 1993 al 1996 fu direttrice del "Drottningholms slottsteater", dove aveva debuttato 50 anni prima. Come attrice apparve in particolare ne Le avventure di Picasso del 1978
Elizabeth Söderström acquisì fama per la vocalità calda e la grande tecnica, con un ampio repertorio che spaziava dalla musica barocca a quella contemporanea. Oltre che nelle opere, si esibì in numerosi concerti e recital in tutto il mondo. Fece numerose incisioni, incluse tutte le Chanson di Sergei Rachmaninoff, accompagnata dal pianoforte di Vladimir Ashkenazy.

## Repertorio
| Ruolo                                      | Titolo                             | Autore           |
| ------------------------------------------ | ---------------------------------- | ---------------- |
| Leonore                                    | Fidelio                            | Beethoven        |
| Marie                                      | Wozzeck                            | Berg             |
| Micaëla                                    | Carmen                             | Bizet            |
| Ellen Orford                               | Peter Grimes                       | Britten          |
| L'Istitutrice                              | Il giro di vite                    | Britten          |
| Helena                                     | Sogno di una notte di mezza estate | Britten          |
| Tatiana                                    | Eugenio Onegin                     | Čajkovskij       |
| La Contessa                                | La dama di picche                  | Čajkovskij       |
| Ericlea                                    | Scipione Africano                  | Cavalli          |
| Louise                                     | Louise                             | Charpentier      |
| Mélisande                                  | Pelléas et Mélisande               | Debussy          |
| Euridice                                   | Orfeo ed Euridice                  | Gluck            |
| Ifigenia                                   | Ifigenia in Aulide                 | Gluck            |
| Margherita                                 | Faust                              | Gounod           |
| Morgana                                    | Alcina                             | Händel           |
| La Signora                                 | Cardillac                          | Hindemith        |
| Regina                                     | Mattia il pittore                  | Hindemith        |
| La Strega di Marzapane                     | Hänsel e Gretel                    | Humperdinck      |
| Jenůfa Kostelnička                         | Jenůfa                             | Janáček          |
| Katerina                                   | Káťa Kabanová                      | Janáček          |
| Emilia Marty                               | L'affare Makropulos                | Janáček          |
| Nedda                                      | Pagliacci                          | Leoncavallo      |
| Amanda                                     | Le Grand Macabre                   | Ligeti           |
| Lola                                       | Cavalleria rusticana               | Mascagni         |
| Fanny Legrand                              | Sapho                              | Massenet         |
| Nerone                                     | L'incoronazione di Poppea          | Monteverdi       |
| Bastiana                                   | Bastiano e Bastiana                | Mozart           |
| Ilia                                       | Idomeneo                           | Mozart           |
| Contessa d'Almaviva Susanna                | Le nozze di Figaro                 | Mozart           |
| Donna Elvira                               | Don Giovanni                       | Mozart           |
| Fiordiligi                                 | Così fan tutte                     | Mozart           |
| Pamina                                     | Il flauto magico                   | Mozart           |
| Olympia Antonia Giulietta Stella           | I racconti di Hoffmann             | Offenbach        |
| Elena                                      | La bella Elena                     | Offenbach        |
| Lauretta                                   | Il maestro di musica               | Pergolesi        |
| Ighino                                     | Palestrina                         | Pfitzner         |
| Mimì                                       | La bohème                          | Puccini          |
| Cio-Cio-San                                | Madama Butterfly                   | Puccini          |
| Antigone                                   | Edipo a Colono                     | Sacchini         |
| Rosalinde                                  | Il pipistrello                     | Strauss, Johann  |
| La Marescialla Ottaviano Sofia von Faninal | Il cavaliere della rosa            | Strauss, Richard |
| Arianna Il Compositore                     | Arianna a Nasso                    | Strauss, Richard |
| Christine                                  | Intermezzo                         | Strauss, Richard |
| Contessa Madeleine                         | Capriccio                          | Strauss, Richard |
| Fiammetta                                  | Boccaccio                          | Suppé            |
| Violetta Valéry                            | La traviata                        | Verdi            |
| Mrs Alice Ford                             | Falstaff                           | Verdi            |
| Eva                                        | I maestri cantori di Norimberga    | Wagner           |

## Discografia

### Opera
- Pelléas et Mélisande (Pierre Boulez 1970/George Shirley, Donald McIntyre, Minton)
- Orfeo ed Euridice (Ferdinand Leitner 1964/ Dietrich Fischer-Dieskau, Pütz)
- Faust (1959/Jussi Björling, Cesare Siepi, Robert Merrill, Thelma Votipka)
- Cardillac (Joseph Keilberth 1968/Dietrich Fischer-Dieskau, Kirschstein, Grobe, Kohn)
- Hänsel und Gretel (John Pritchard 1978/Ileana Cotrubaș, Frederica von Stade, Ludwig, Welting)
- Jenůfa (Charles Mackerras 1982/Randova, Ochman, Peter Dvorsky)
- Káťa Kabanová (Charles Mackerras 1976/Peter Dvorsky, Kniplova)
- Vec Makropulos (Charles Mackerras 1978/Peter Dvorsky, Blachut)
- L'incoronazione di Poppea (Nikolaus Harnoncourt 1974/Helen Donath, Kathy Berberian, Esswood, Equiluz, Hansmann, Langridge)
- Le nozze di Figaro (Otto Klemperer 1971/Evans, Margaret Price, Reri Grist, Gabriel Bacquier, Teresa Berganza)
- Il maestro di musica (Lamberto Gardelli 1955/Sellergen, Ohlson, Hallgren)
- Der Rosenkavalier -  (Silvio Varviso 1964/Régine Crespin, Hilde Güden)

### Musica sacra e oratorio
- Beethoven - Missa Solemnis (Otto Klemperer)
- Britten - Requiem di guerra (Simon Rattle)
- Janáček - Messa Glagolitica (Charles Mackerras)
- Nielsen - Saul e David (Jascha Horenstein)

### Musica da camera e sinfonica
- Alfven - Sinfonia n. 4 (Westerberg)
- Britten - Les Illuminations (J. Levine)
- Cajkovskij - Lieder (Ashkenazy)
- Mahler - Das klagende Lied (Boulez)
- Rachmaninov - Lieder (Ashkenazy)
- Schubert - Goethe-Lieder (Badura-Skoda)
- Shostakovitch - From Jewish Folf Poetry/Sinfonia n. 15 (Haitink)
- Sibelius - Lieder (Ashkenazy)
- Strauss - Vier letzte Lieder (Armstrong)
- Zemlinsky - Lyrische Symphonie (Klee)